# 365 Corduba
365 Corduba eller A893 FF är en asteroid i huvudbältet, som upptäcktes 21 mars 1893 av den franske astronomen Auguste Charlois. Den är uppkallad efter den spanska staden Córdoba.
Asteroiden har en diameter på ungefär 86 kilometer.